# Вогнезахищені матеріали
Вогнезахи́щені матеріа́ли (рос. огнезащищенные материалы, англ. fireproof materials, нім. feuerfest Material n) — матеріали (конструкції), що їх горючість зменшено нанесенням вогнезахисних покриттів або введенням антипіренів. Вогнезахисними покриттями (тонким шаром фарб, розчинів, обмазок) підвищують вогнестійкість матеріалів (конструкцій) з деревини, деяких полімерних матеріалів і металевих конструкцій. Антипіренами просочують дерев'яні й полімерні матеріали, тканини. Для просочення дерев'яних конструкцій використовують суміші, оснновний компонент яких — водні розчини (концентрація 25 %) сульфату амонію, діамонійфосфату, бури, борної кислоти і інші.